# Gandajika
Gandajika este un oraș în  provincia Kasai-Oriental, Republica Democrată Congo. În 2012 avea o populație de 146 217 de locuitori, iar în 2004 avea 120 170.